# Dosed
Dosed è un singolo del gruppo rock statunitense Red Hot Chili Peppers, il quarto estratto dal loro ottavo album in studio By the Way (2002); è stato pubblicato per il solo mercato statunitense.

## La canzone
La canzone è composta da quattro chitarre che suonano tutte riffs completamente diversi. Si tratta di una ballata in Sol Maggiore che dura 5:11 il che la rende la terza più lunga sulla registrazione dell'album. Si svolge attraverso le fasi, che ogni volta ripetono il versetto iniziale fino al completamento del brano. Tra i versi, si possono sentire assoli di chitarra dalle quattro chitarre che suonano. Il primo e il terzo verso del ritornello sono cantate da John Frusciante, mentre il secondo e il quarto sono la risposta di Anthony Kiedis. Probabilmente, questo pezzo è una riflessione più stretta dell'album da solista di Frusciante, come The Will to Death.
La canzone è stata suonata solamente tre volte dal vivo, nel corso del The Getaway World Tour del 2017; per l'occasione, la band si avvalse della seconda chitarra di Zach Irons, figlio di Jack, batterista originario del gruppo.

## Formazione
- Anthony Kiedis - voce
- John Frusciante - voce, chitarre, tastiera
- Flea - basso, chitarra
- Chad Smith - batteria